# Sandomierz
Sandomierz este un oraș în sud-estul Poloniei cu 21.586  locuitori (2022), situat în Voievodatul Sfintei Cruci. Este capitala powiatului Sandomierz (din 1999). Sandomierz este cunoscut pentru Centrul Vechi, o importantă atracție turistică. Sandomierz a fost unul din cele mai importante centre urbane din Polonia Mică.

## Etimologie
Numele orașului ar putea să provină de la cuvântul Sędomir, din poloneza veche, fiind compus din Sędzi- (de la verbul sądzić "a judeca") și mir ("pace"), sau mai probabil de la vechiul prenume Sędzimir, încă popular în câteva limbi slave. Sandomierz este numit în germană Sandomir; latină Sandomiria; idiș צויזמיר; maghiară Szandomir; ucraineană Сандомир or Судомир; rusă Сандомир; cehă Sandoměř.

## Istoria veche
Sandomierz este unul dintre cele mai vechi și importante orașe din punct de vedere istoric din Polonia. Descoperirile arheologice din împrejurimile orașului idică faptul că oamenii au locuit aici încă din Neolitic. Ca oraș, Sandomierzul datează de la începutul Evului Mediu, beneficiind de avantajul excelentei sale locații geografice, la vărsarea Sanului în Vistula, pe traseul unor importante rute comerciale. Prima menționare istorică a orașului datează de la începutul secolului al 12-lea, când cronicarul Gallus Anonymus l-a inclus, alături de Cracovia și Wrocław, printre cele mai importante orașe din Polonia. Prin testamentul (cca. 1115-1118) lui Boleslav al III-lea Gură Strâmbă, prin care Polonia a fost împărțită între fii acestuia, Sandomierzul a fost desemnat drept capitală a unuia dintre principatele rezultate, Ducatul Sandomierzului.
În cursul secolului al XIII-lea orașul a suferit cumplite stricăciuni în urma raidurilor tătărăști din 1241, 1259 și 1287. Clădirile de lemn ale orașului au fost complet distruse, orașul fiind ocupat de tătări în anul 1260. Ca urmare, în 1286 Leszek al II-lea cel Negru, Mare Duce al Poloniei, a refondat efectiv orașul acordându-i privilegii extinse, asemănătoare celor de care se bucura orașul german Magdeburg. Arhivele orașului păstrează documentul.
În 1260, în timpul invaziei tătare, un novice din obștea de călugări dominicani din Sandomierz la rugăciunea de seară, citind martirologiul pentru a doua zi a greșit, spunând: „cei 49 de martiri ai Sandomierzului”. Călugării și-au dat seama că acest fapt a prevestit moartea lor și au petrecut restul nopții și toată ziua următoare pregătindu-se să meargă la Domnul. În cele din urmă, după ce frații au terminat rugăciunea pavecernița și cântau Salve Regina tătarii au reușit să spargă ușa bisericii. Sadok și martirii dominicani din Sandomierz⁠(en)[traduceți], uciși în anul 1260, au fost beatificați de papa Pius al VII-lea și sunt sărbătoriți pe data de 2 iunie.

## Atracții turistice
- Biserica Sfântului Duh din Sandomierz
- Biserica Sf. Iacob, unde începe Drumul Sfântului Iacob, una din rutele renumite de pelerinaj
- Biserica Sf. Iosif din Sandomierz
- Biserica Sf. Mihail din Sandomierz
- Biserica Sf. Pavel din Sandomierz
- Collegiul Gostomianum, una dintre cele mai vechi școli din Polonia, înființată în 1602
- Casa Jan Długosz
- Kamienica Oleśnickich (Oleśnicki Manor)
- Munții Piperului rezervație naturală
- Poarta Opatowska (Brama Opatowska), un turn în stil gotic ridicat de regele Cazimir al III-lea al Poloniei
- Castelul Sandomierz, o construcție medievală ridicată pe malul Vistulei de regele Cazimir al III-lea
- Catedrala din Sandomierz, construită în 1360 și renovată în stilul Barocului polonez în sec. al 18-lea
- Piața centrală din Sandomierz
- Palatul din Sandomierz cunoscut și sub numele de „palatul episcopal din Sandomierz”
- Sinagoga din Sandomierz, construită în 1768 din cărămidă în stilul Barocului polonez
- Primăria din Sandomierz

## Relații internaționale

### Orașe înfrățite
Sandomierz este înfrățit cu:
- Volterra, Italia
- Newark-on-Trent, Regatul Unit al Marii Britanii[2]
- Emmendingen, Germania[2]

## Galerie

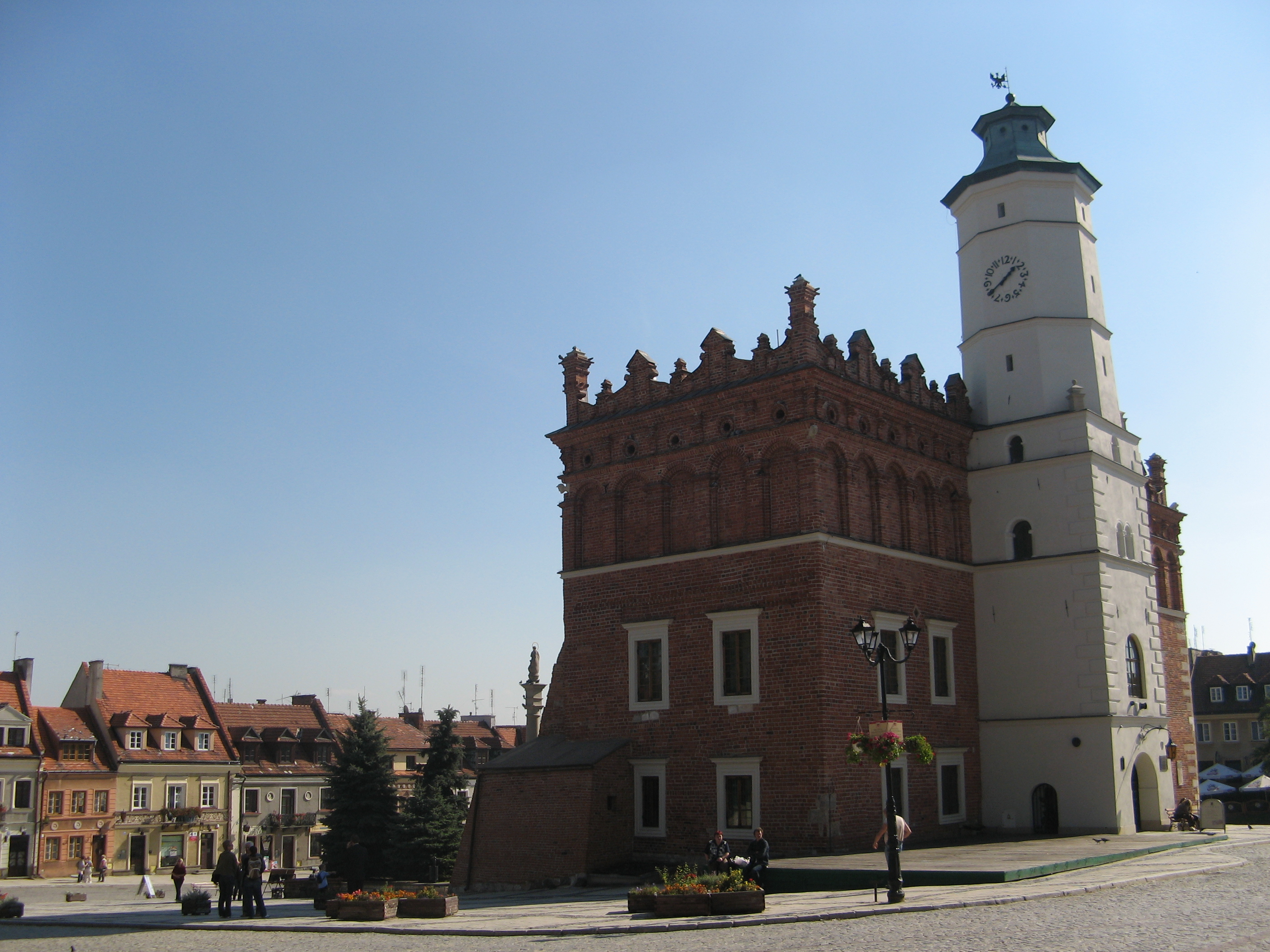
Primăria
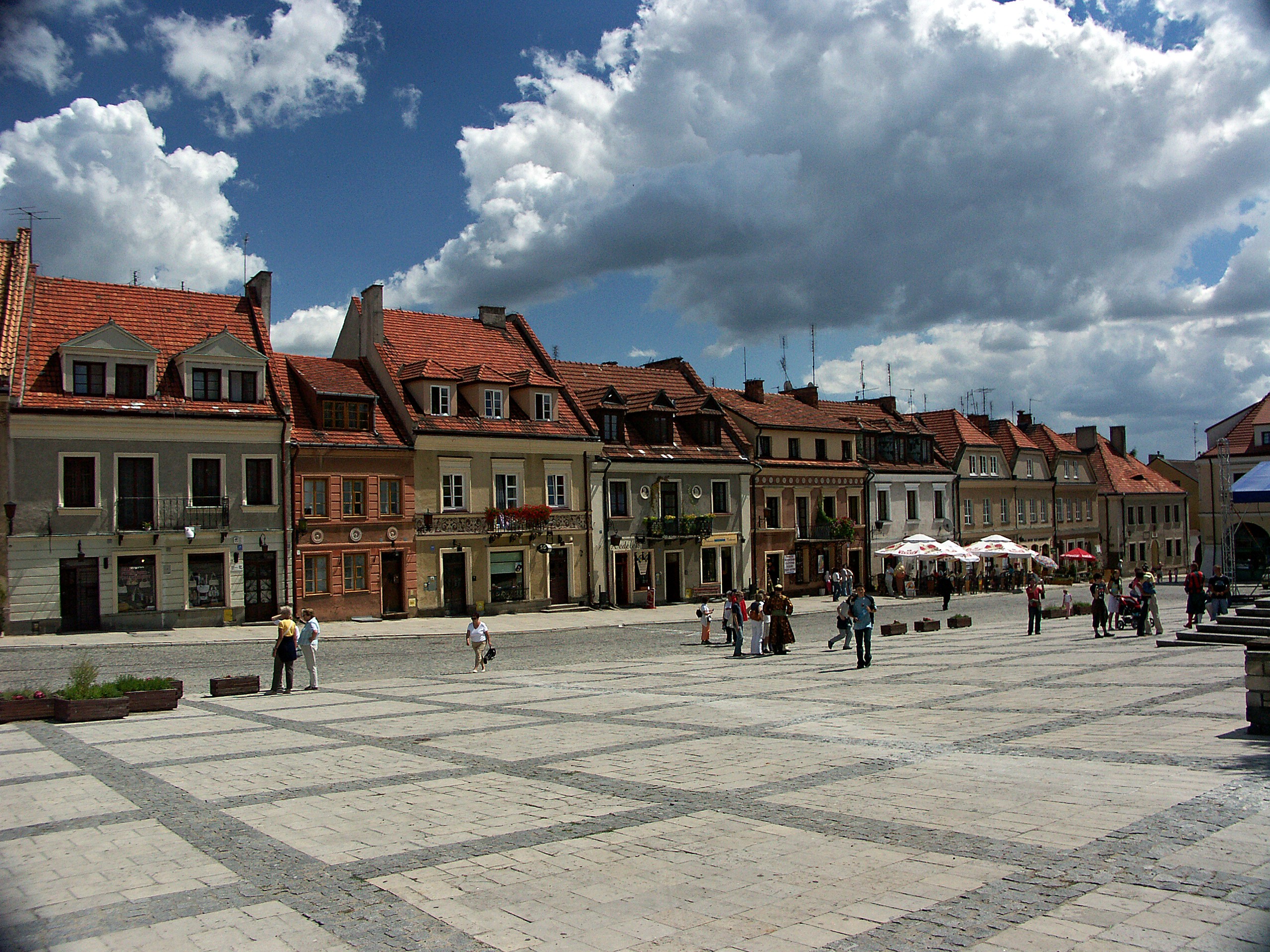
Piața Centrală
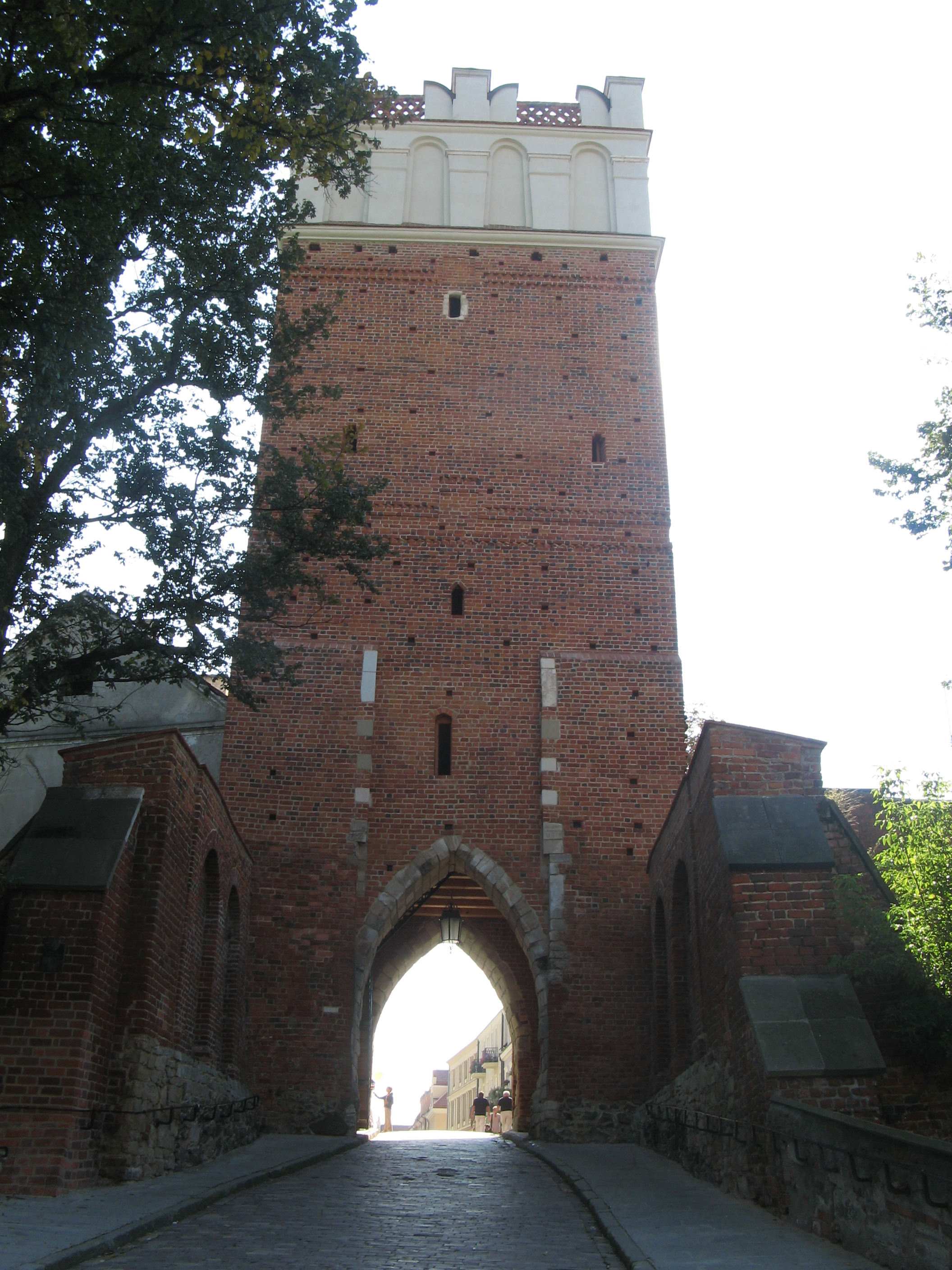
Poarta Opatowska
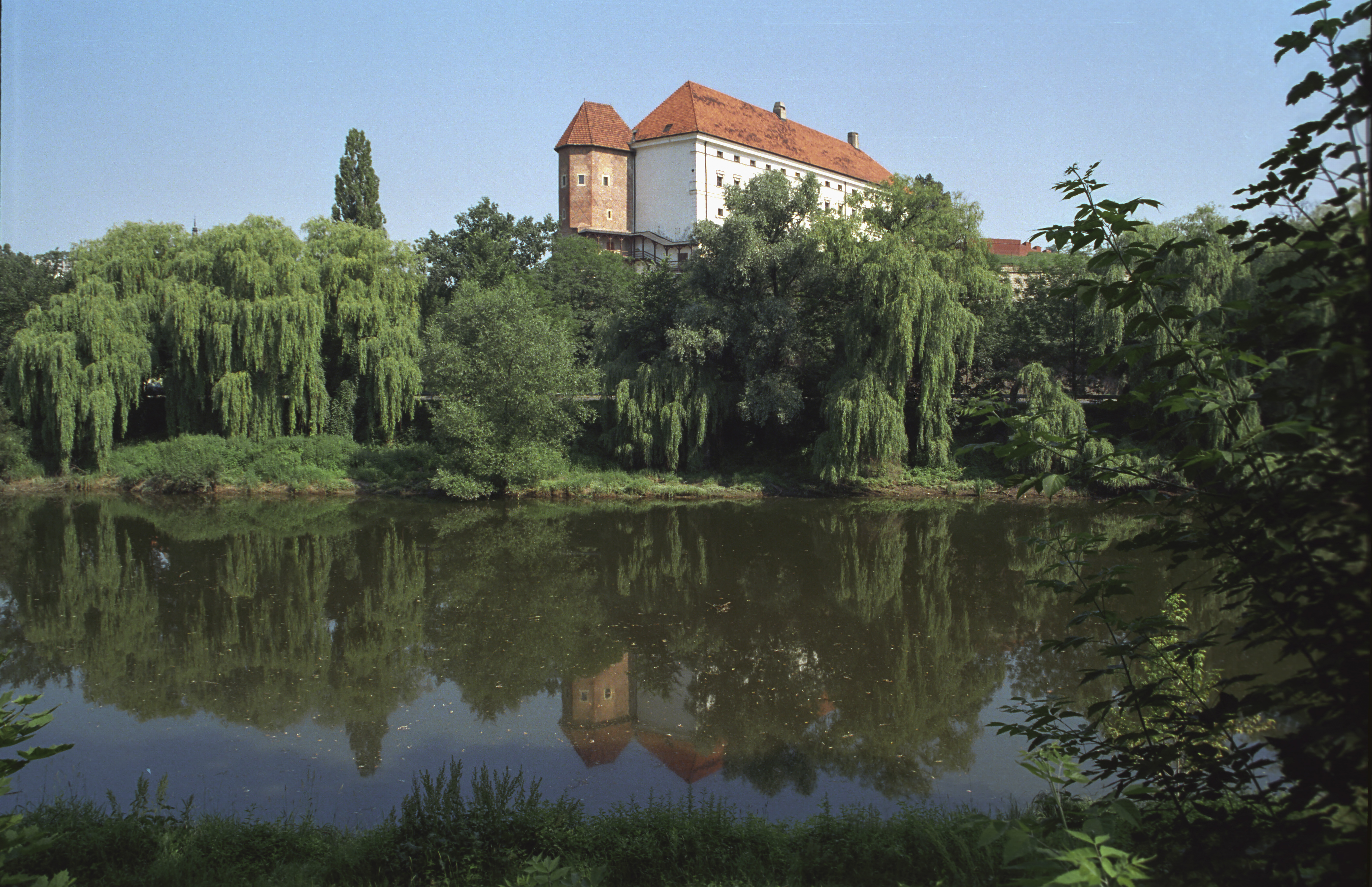
Castelul
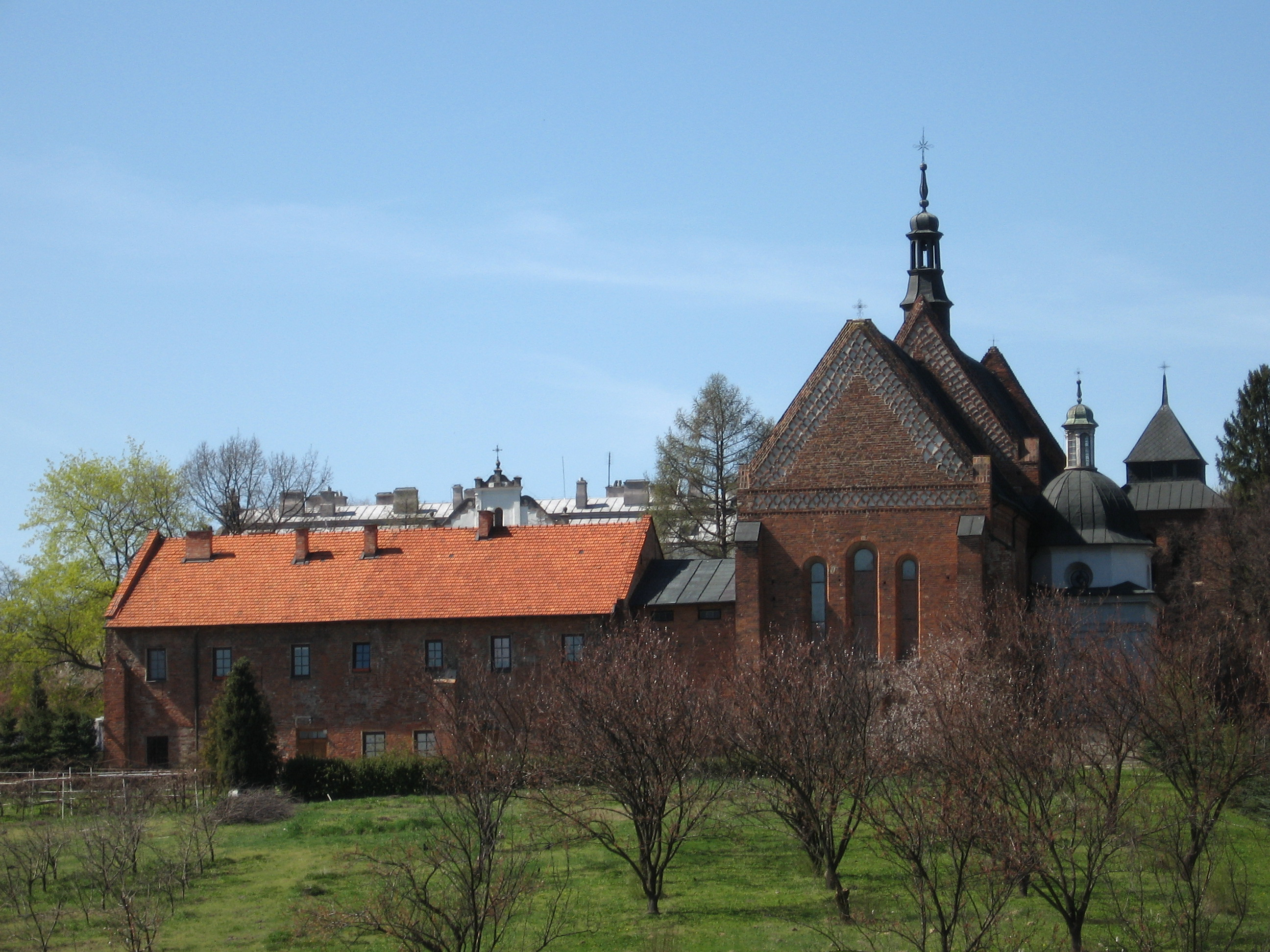
Biserica Sf. Iacob, sec. 13-14
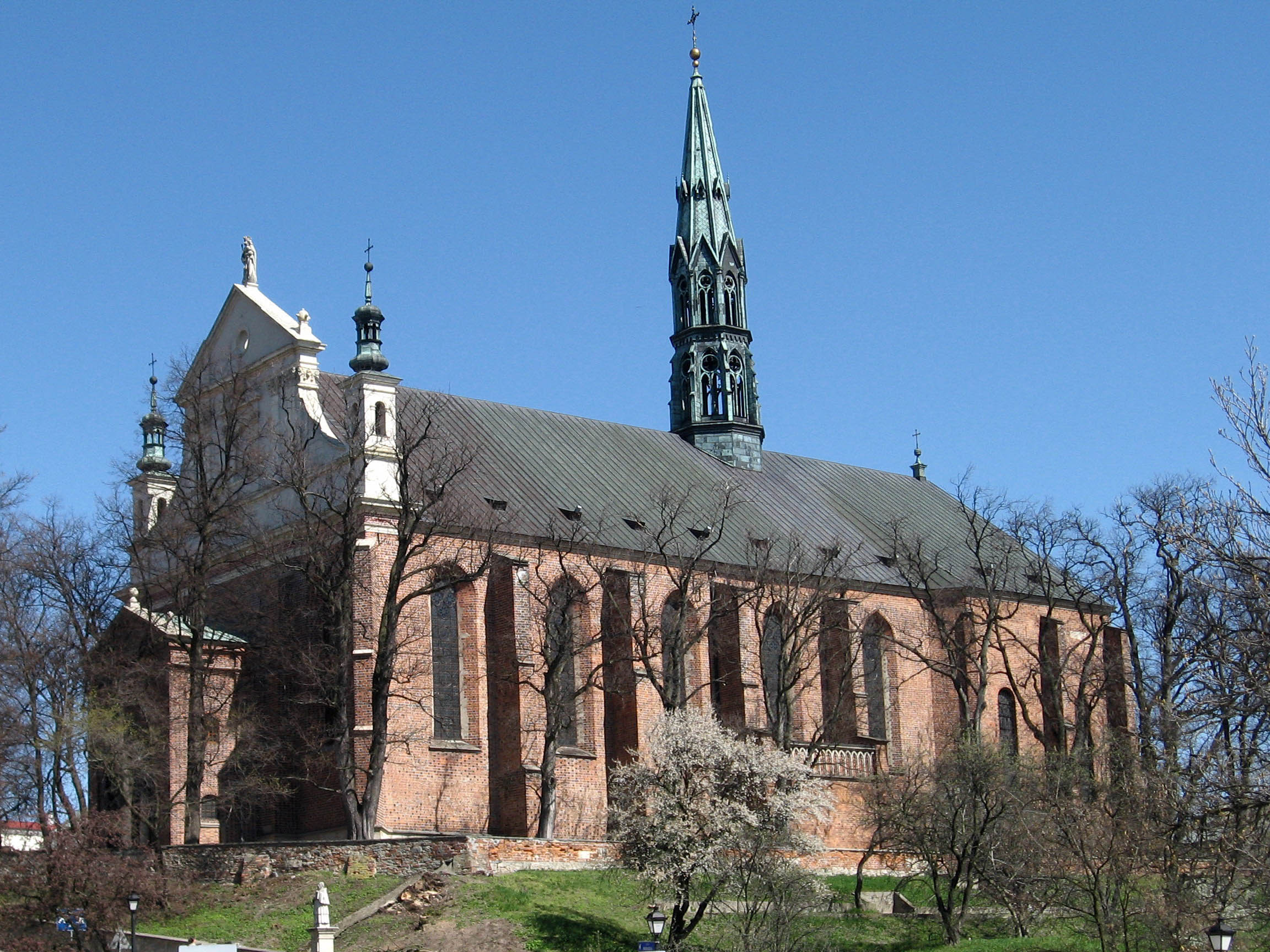
Catedrala
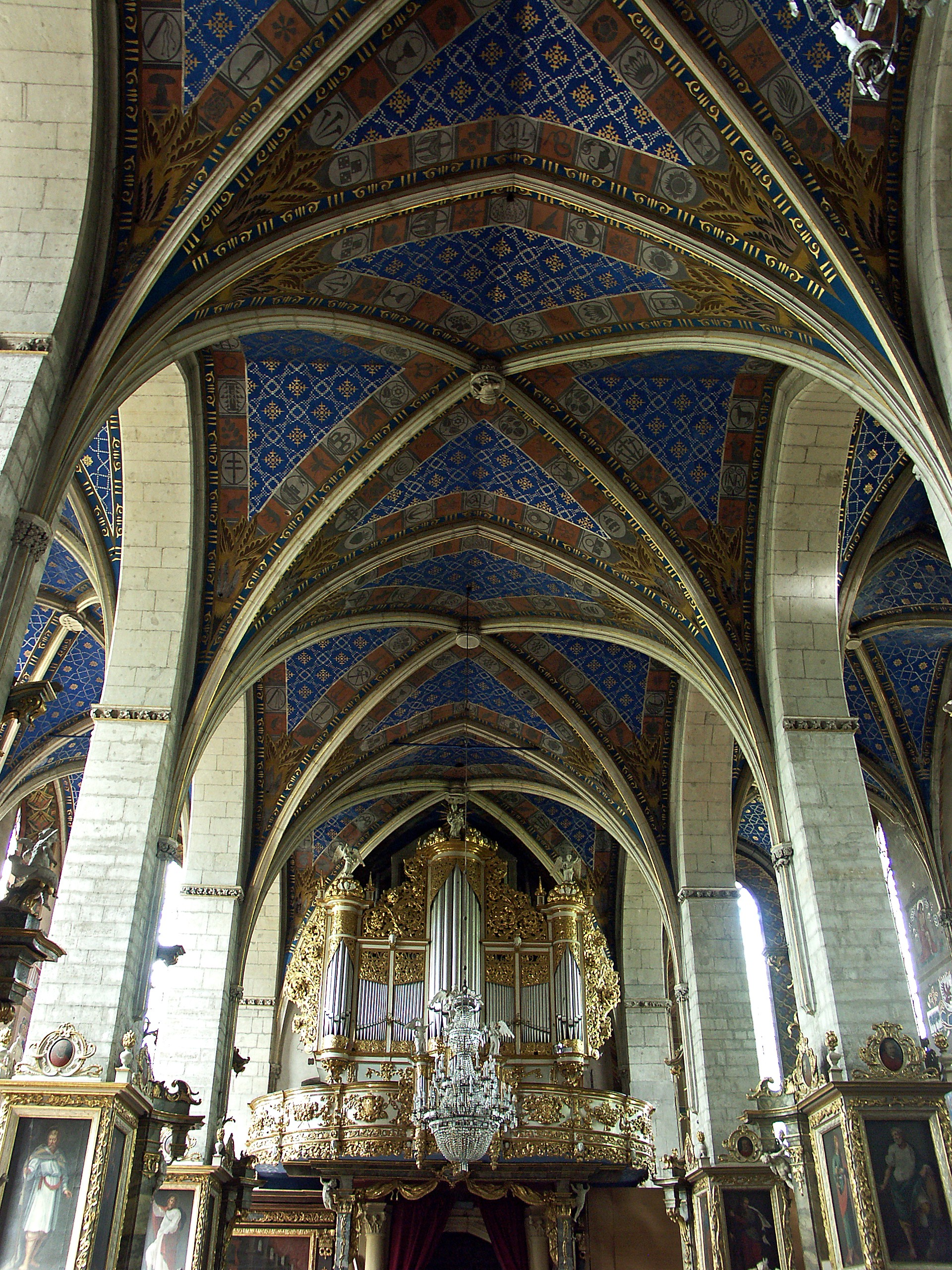
Catedrala, interior
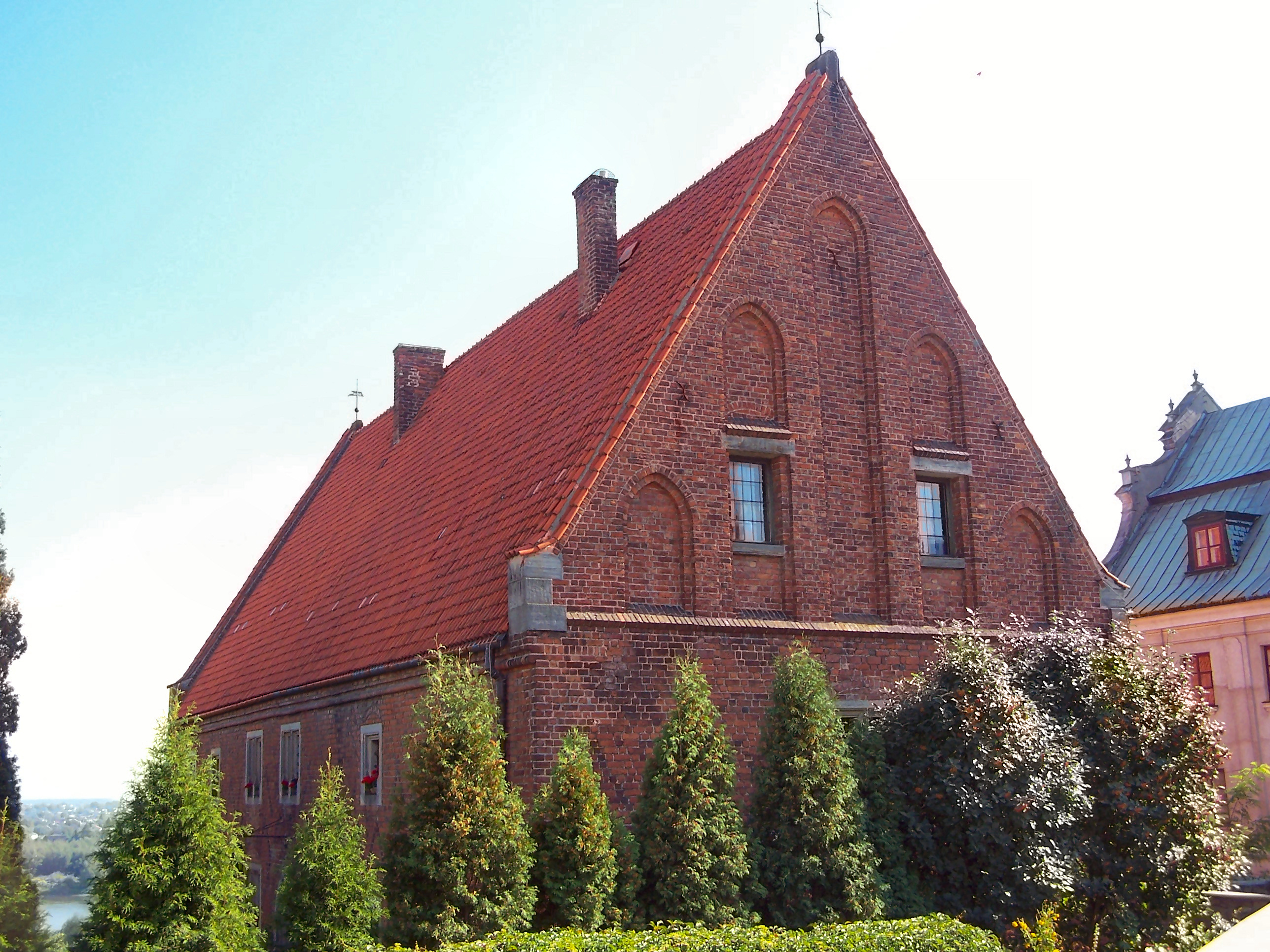
Casa Jan Długosz
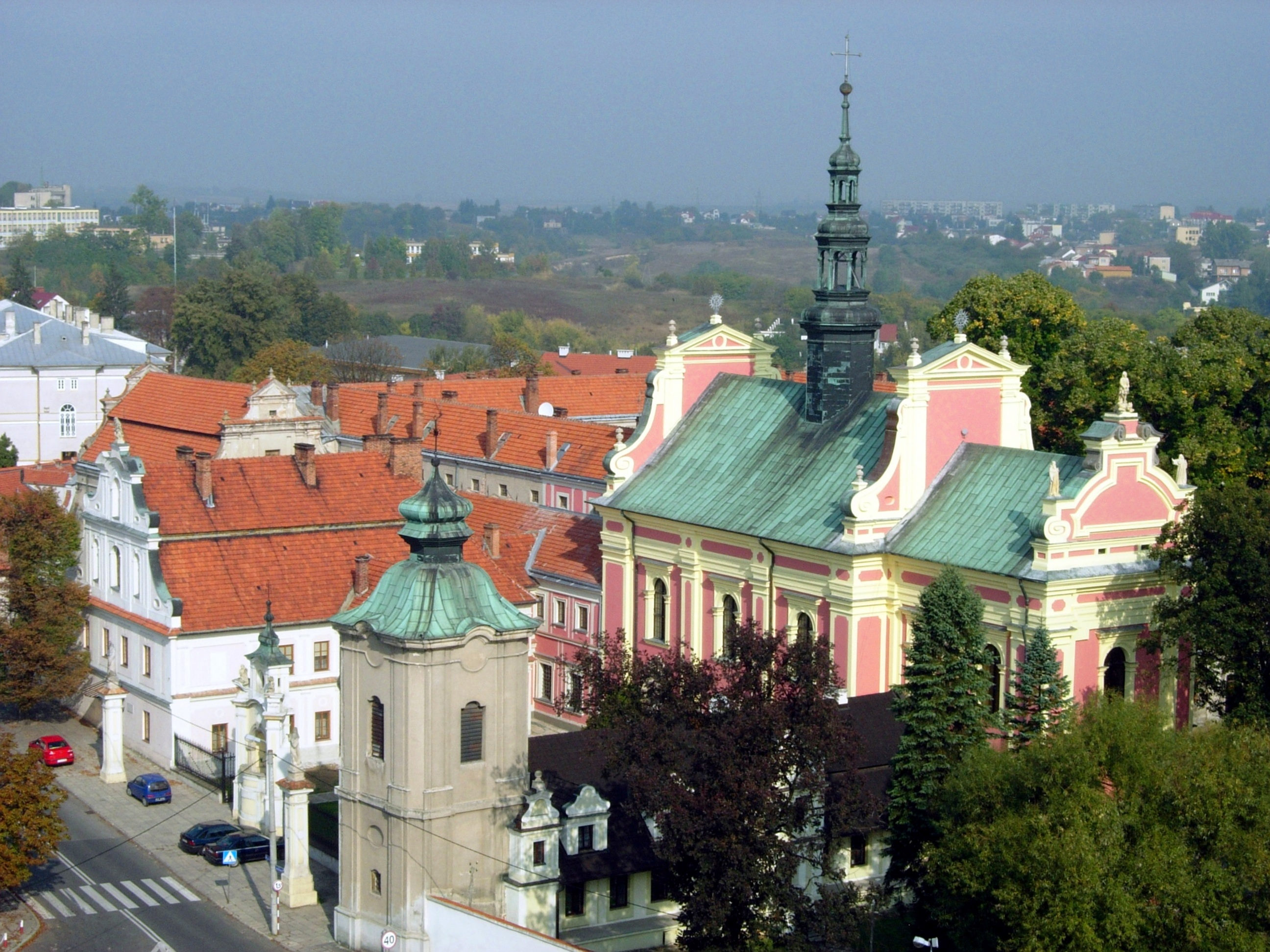
Biserica Sf. Mihail
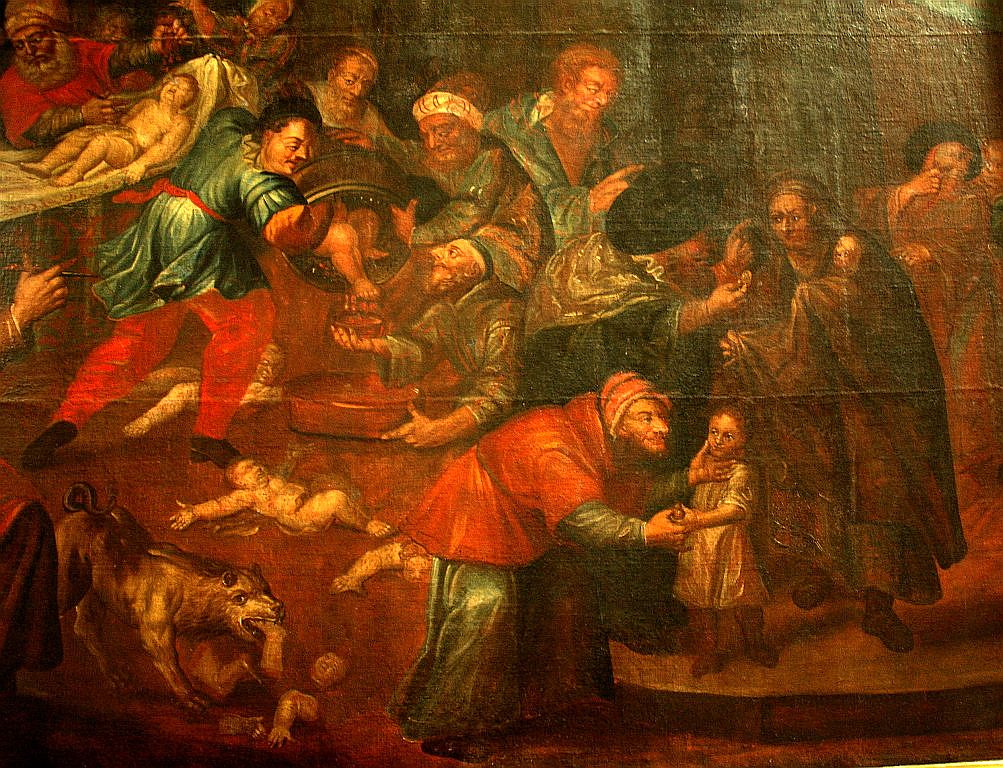
Mitul calomniei sângelui, Catedrala Sf. Pavel

## Webcam
- Primăria & fațade de case din Piața de jos Arhivat în 29 iunie 2018, la Wayback Machine.
- Panorama: Casa Gomulka House, Kordegarda, Casa familiei Oleśnicki, vedere din spate a primăriei, fântână, Ciżemka Arhivat în 7 iulie 2018, la Wayback Machine.
- Panorama Arhivat în 5 iulie 2018, la Wayback Machine.
- Panorama: Primăria, Piața centrală și Turnul Opatowska Arhivat în 5 iulie 2018, la Wayback Machine.

## Tur virtual
- Sandomierz, wirtualny spacer po mieście Arhivat în 8 octombrie 2014, la Wayback Machine.
- Google Street View